# Александрово (Нова Црња)
Александрово је насеље у општини Нова Црња, у Средњобанатском округу, у Србији. Према попису из 2022. било је 1835 становника. Насеље се раније називало Велике Ливаде.

## Историја
Село је основано 1921. године, и населили су га добровољци из Првог светског рата са подручја Лике и из појединих села источног Баната. Сматра се да је било 1030 оснивача. Од настанка па до 1943. село је носило назив Александрово, а од 1943. године звало се Банатско Александрово. То име је носило до 1947, када је добило ново име Ливаде, а од 1948. село се зове Велике Ливаде. Године 1992. враћено му је првобитно име Александрово.
У близини данашњег Александрова постојало је село Божитово насељено српским православним живљем. У време Аустро-турског рата 1683–1699. Божитово су сатрли Турци 1698. године. Црква Св. Георгија је освећена 28. новембра 1937.
Већину становништва чине Срби. Село је на 33 километара од првог већег града — Кикинде.
Од институција у селу се издвајају: Фудбалски клуб „Борац“, основна школа „Бранко Радичевић“. Слава села је Свети Илија и она се слави 2. августа. Пољопривреда села се заснива углавном на гајењу пшенице, јечма, сунцокрета и кукуруза. Земља на којој је основано село дар је краља Александра I Карађорђевића добровољцима из Првог светског рата.

## Демографија
У насељу Александрово живи 2063 пунолетна становника, а просечна старост становништва износи 40,5 година (38,8 код мушкараца и 42,2 код жена). У насељу има 917 домаћинстава, а просечан број чланова по домаћинству је 2,91.
Ово насеље је великим делом насељено Србима (према попису из 2002. године), а у последња три пописа, примећен је пад у броју становника.
|  |

| Демографија | Демографија | Демографија |
| Година      | Становника  | Становника  |
| ----------- | ----------- | ----------- |
| 1948.       | 4.564       |             |
| 1953.       | 4.615       |             |
| 1961.       | 4.034       |             |
| 1971.       | 3.406       |             |
| 1981.       | 3.061       |             |
| 1991.       | 2.902       | 2.870       |
| 2002.       | 2.665       | 2.702       |

| Етнички састав према попису из 2002.‍ | Етнички састав према попису из 2002.‍ | Етнички састав према попису из 2002.‍ | Етнички састав према попису из 2002.‍ | Етнички састав према попису из 2002.‍ |
| ------------------------------------ | ------------------------------------ | ------------------------------------ | ------------------------------------ | ------------------------------------ |
|                                      |                                      |                                      |                                      |                                      |
| Срби                                 | Срби                                 |                                      | 2.435                                | 91,36%                               |
| Роми                                 | Роми                                 |                                      | 111                                  | 4,16%                                |
| Мађари                               | Мађари                               |                                      | 34                                   | 1,27%                                |
| Југословени                          | Југословени                          |                                      | 13                                   | 0,48%                                |
| Македонци                            | Македонци                            |                                      | 8                                    | 0,30%                                |
| Хрвати                               | Хрвати                               |                                      | 5                                    | 0,18%                                |
| Румуни                               | Румуни                               |                                      | 2                                    | 0,07%                                |
| Немци                                | Немци                                |                                      | 2                                    | 0,07%                                |
| Муслимани                            | Муслимани                            |                                      | 2                                    | 0,07%                                |
| Албанци                              | Албанци                              |                                      | 2                                    | 0,07%                                |
| Чеси                                 | Чеси                                 |                                      | 1                                    | 0,03%                                |
| Украјинци                            | Украјинци                            |                                      | 1                                    | 0,03%                                |
| непознато                            | непознато                            |                                      | 29                                   | 1,08%                                |

| Година пописа     | 1948. | 1953. | 1961. | 1971. | 1981. | 1991. | 2002. |
| ----------------- | ----- | ----- | ----- | ----- | ----- | ----- | ----- |
| Број домаћинстава | 984   | 1.051 | 1.010 | 954   | 946   | 948   | 917   |

| Број чланова      | 1   | 2   | 3   | 4   | 5  | 6  | 7 | 8 | 9 | 10 и више | Просек |
| ----------------- | --- | --- | --- | --- | -- | -- | - | - | - | --------- | ------ |
| Број домаћинстава | 212 | 234 | 143 | 185 | 83 | 41 | 8 | 6 | 1 | 4         | 2,91   |

| Пол    | Укупно | Неожењен/Неудата | Ожењен/Удата | Удовац/Удовица | Разведен/Разведена | Непознато |
| ------ | ------ | ---------------- | ------------ | -------------- | ------------------ | --------- |
| Мушки  | 1.051  | 346              | 614          | 60             | 28                 | 3         |
| Женски | 1.126  | 203              | 625          | 265            | 26                 | 7         |
| УКУПНО | 2.177  | 549              | 1.239        | 325            | 54                 | 10        |

| Пол    | Укупно                    | Пољопривреда, лов и шумарство | Рибарство                            | Вађење руде и камена | Прерађивачка индустрија       |
| ------ | ------------------------- | ----------------------------- | ------------------------------------ | -------------------- | ----------------------------- |
| Мушки  | 553                       | 327                           | 0                                    | 15                   | 66                            |
| Женски | 329                       | 158                           | 0                                    | 0                    | 65                            |
| УКУПНО | 882                       | 485                           | 0                                    | 15                   | 131                           |
| Пол    | Производња и снабдевање   | Грађевинарство                | Трговина                             | Хотели и ресторани   | Саобраћај, складиштење и везе |
| Мушки  | 12                        | 28                            | 24                                   | 7                    | 21                            |
| Женски | 2                         | 0                             | 29                                   | 8                    | 3                             |
| УКУПНО | 14                        | 28                            | 53                                   | 15                   | 24                            |
| Пол    | Финансијско посредовање   | Некретнине                    | Државна управа и одбрана             | Образовање           | Здравствени и социјални рад   |
| Мушки  | 0                         | 3                             | 35                                   | 4                    | 3                             |
| Женски | 2                         | 2                             | 14                                   | 26                   | 14                            |
| УКУПНО | 2                         | 5                             | 49                                   | 30                   | 17                            |
| Пол    | Остале услужне активности | Приватна домаћинства          | Екстериторијалне организације и тела | Непознато            | Непознато                     |
| Мушки  | 4                         | 0                             | 0                                    | 4                    | 4                             |
| Женски | 3                         | 0                             | 0                                    | 3                    | 3                             |
| УКУПНО | 7                         | 0                             | 0                                    | 7                    | 7                             |

- Галерија
- Центар 01
- Центар 02
- Центар 03
- Културни Центар